# Židovský hřbitov v Dolním Bolíkově
Židovský hřbitov v Dolním Bolíkově se nachází asi 800 m jihozápadně od obce na kraji lesa a asi 1 km západně od zdejší železniční zastávky. Má rozlohu asi 700 m². Je chráněn jako kulturní památka České republiky.
Doba založení hřbitova není známa, jeho existence je doložena až v 1. čtvrtině 18. století. Nejstarší náhrobky pocházejí z 18. století. Pohřbívalo se zde až do počátků 20. století.
V Dolním Bolíkově pravděpodobně existovalo židovské osídlení již v 2. polovině 17. století, nicméně doloženo je až z počátku století 18. Zdejší židovská komunita přestala existovat podle zákona z roku 1890 v roce 1891.

## Zajímavost
Na hřbitově je pochován zakladatel listu Neues Wiener Tagblatt Heinrich Mayer (1835–1905).